# Microsoft Office Mobile
Microsoft Office Mobile is een kantoorpakket van Microsoft voor mobiele apparaten. Het is behalve voor het bewerken van bestanden voor bedrijven en gebruikers met apparaten met een groter scherm dan 10.1 inch, zoals de iPad Pro, gratis. Het werd oorspronkelijk in 1996 als Pocket Office uitgebracht, voor Windows CE v1.0 draagbare pc's. De applicatie in zijn huidige vorm is voor tabletcomputers en smartphones gemaakt, die Windows 10 Mobile, Windows Phone, Android, 4.4 en hoger, of iOS als besturingssysteem hebben. Vroeger was het ook beschikbaar voor Windows Mobile en Symbian.
Word, Excel, PowerPoint en OneNote zijn onderdeel van Office Mobile. Andere Office-applicaties, Sway, Lync en SharePoint Newsfeed, zijn op ondersteunde apparaten in de mobiele app store als download beschikbaar. Ze zijn bedoeld om compatibel te zijn met de Microsoft Office voor de desktop.

## Geschiedenis
Office Mobile, oorspronkelijk Pocket Office, werd in 1996 uitgebracht door Microsoft met Windows CE 1.0. Deze uitgave was specifiek bedoeld voor draagbare PC's. Microsoft's smartphone en Pocket PC waren nog niet uitgebracht. Het bevatte Pocket Word en Pocket Excel. PowerPoint, Access en Outlook werden later toegevoegd. De naam werd veranderd in Office Mobile samen met de uitgave van Windows Mobile 5.0. Deze uitgave bevatte ook PowerPoint Mobile voor de eerste keer. Samen met de uitgave van Microsoft OneNote 2007 werd er een optioneel programma toegevoegd aan de bundel: OneNote Mobile, en met de uitgave van Windows Mobile 6 Standard werd Office Mobile beschikbaar voor smartphones. Een populaire functie is om een nieuw, leeg document op een desktop versie van Office te maken, het dan te sychroniseren op het apparaat en dan te bewerken en op te slaan op het apparaat voor Windows Mobile.
Microsoft kondigde in juni 2007 een nieuwe versie van het kantoorpakket aan, Office Mobile 2007. Het werd beschikbaar gemaakt als Office Mobile 6.1 op 26 september 2007 als een gratis upgrade voor huidige Windows Mobile 5.0 en 6 gebruikers. Hoewel, Office Mobile 6.1 Upgrade is niet compatibel met Windows Mobile 5.0 apparaten die een build gebruiken lager dan 14847. Het is een voorgeïnstalleerde functie in de volgende versies van Windows Mobile 6 apparaten. Office Mobile 6.1 is compatibel met Office Open XML, net zoals bij de desktopversie.
Er werd op 12 augustus 2009 aangekondigd dat Office Mobile er ook voor Symbian zou komen als een gezamenlijke overeenkomst tussen Microsoft en Nokia. De eerste applicatie op Nokia Eseries smartphones was Microsoft Office Communicator. Microsoft begon in februari 2012 met OneNote, Lync 2010, Document Connection en PowerPoint Broadcast voor Symbian en in april kwamen Word Mobile, Excel Mobile en PowerPoint Mobile er ook bij.
Microsoft voerde op 21 oktober 2010 met de uitgave van Windows Phone 7 Mobile 2010 in. Gebruikers kunnen onder Windows Phone hun documenten met OneDrive of Office 365 openen en bewerken.
Er kwamen in oktober 2012 een nieuwe versie van Microsoft Office Mobile voor Windows Phone 8 en Windows Phone 7.8, gevolgd door de uitgave van Office Mobile voor iPhone op 14 juni 2013 en Office Mobile voor Android-telefoons op 31 juli 2013.
Office Lens werd in maart 2014 uitgebracht, een scannerapplicatie die foto's verbetert.
Office voor iPad werd op 27 maart 2014 uitgebracht, de eerste gespecialiseerde versie van Office voor tabletcomputers. Microsoft maakte de Android en iOS-versies van Office Mobile gratis voor thuisgebruik op telefoons. Voor commercieel gebruik is nog steeds een abonnement op Office 365 nodig. De versie voor de iPad voor persoonlijk gebruik werd op 6 november 2014 gratis.
Office voor Android-tablets werd uitgebracht op 29 januari 2015. Deze applicaties bieden gebruikers de mogelijkheid om gratis documenten te bewerken en te maken om apparaten met een schermgrootte van 10.1 inch en kleiner. Tablets met een scherm kleiner dan 10.1 inch zijn ook ondersteund, maar zijn beperkt tot het bekijken van documenten tenzij een Office 365 abonnement wordt geactiveerd om het bewerken en maken van documenten mogelijk te maken.
Office voor Windows 10 kwam er op 21 januari 2015. Het is geoptimailiseerd voor smartphones en tablets, daarom worden ze 'universele' applicaties genoemd, omdat ze op Windows Desktop en op Windows Phone kunnen draaien. Een vereenvoudigde versie van Outlook werd ook aan de bundel toegevoegd.
Word, Excel en PowerPoint standalone applicaties werden op 24 juni 2015 op Google Play voor Androidtelefoons mogelijk.